# Шиповљани
Шиповљани су насељено мјесто у Босни и Херцеговини у општини Дрвар које административно припада Федерацији Босне и Херцеговине. Према попису становништва из 1991. у насељу је живјело 998 становника.

## Географија
Највећим делом Шиповљани леже у котлини реке Унац, док су делом на висоравни са десне стране реке. Село допире до највишег врха Клековаче.
Село је разбијеног типа и дели се на крајеве: Награђе, Ваганац, Дробњак, Под Брином, Завође, Грана, Подови (Над Брином), Увале (Поткоритњача).

## Споменици културе
На територији Шиповљана се налази средњовековни град Висућица или Висућ град. Православна црква у месту је била спаљена 1941. године од стране усташа.

## Становништво
По попису из 1991. у селу је живело 998 становника (982 Срба).
|             | 2013.        | 1991.        | 1981.        | 1971.        |
| Укупно      | 478 (100,0%) | 998 (100,0%) | 934 (100,0%) | 885 (100,0%) |
| Срби        | 474 (99,16%) | 982 (98,40%) | 807 (86,40%) | 876 (98,98%) |
| Неизјашњени | 3 (0,628%)   | –            | –            | –            |
| Хрвати      | 1 (0,209%)   | 1 (0,100%)   | 2 (0,214%)   | 2 (0,226%)   |
| Југословени | –            | 12 (1,202%)  | 119 (12,74%) | –            |
| Остали      | –            | 3 (0,301%)   | 5 (0,535%)   | 1 (0,113%)   |
| Црногорци   | –            | –            | 1 (0,107%)   | 5 (0,565%)   |
| Бошњаци     | –            | –            | –            | 1 (0,113%)1  |

1. 1 На пописима од 1971. до 1991. Бошњаци су пописивани углавном као Муслимани.